# Övertäckta broar i Lancaster county, Pennsylvania
Övertäckta broar är en vanlig syn över vattendrag i Lancaster County i den amerikanska delstaten Pennsylvania.
Sammanlagt finns 28 övertäckta broar i Lancaster County vilket är det högsta antalet för ett county i Pennsylvania. Nationellt kan siffran jämföras med Parke County i Indiana, som med 31 övertäckta broar har flest i USA.
Majoriteten av Lancaster Countys övertäckta broar är listade som kulturellt viktiga byggnader i National Register of Historic Places.

## Historia
Det har uppskattats att det under 1800-talet byggdes 1 500 övertäckta broar i Pennsylvania, varav 219 ännu finns kvar, av dessa finns 28 i Lancaster County. Många av broarna har förstörts, skadats eller flutit iväg, som följd av bränder, översvämningar eller andra väderförhållanden. Ett exempel är orkanen Agnes som 1972 orsakade översvämningar vilka allvarligt skadade ett antal av countyts broar. I flera fall av skada har broarna restaurerats eller blivit ombyggda från grunden. Flera har genom åren förstärkts med stålbalkar för att broarna ska tåla mer tyngd.
Countyts övertäckta broar har utnyttjats till turism på grund av deras kulturhistoriska betydelse, exempelvis anordnas guidade turer med syfte att besöka dem. Turisters intresse för amishsamhällen och deras kultur främjar också broturismen. Lancaster county är det county med störst amishbefolkning i USA och broarna förknippas ofta med amish som tar sig över dem med häst och vagn.

## Konstruktion och utseende

### Konstruktion
Nästan alla övertäckta broar i Lancaster County är byggda med en variant av fackverk som på engelska kallas Burr truss, namngivet efter Theodore Burr, som fick patent på konstruktionsformen. Burrs fackverk består av ett flertal vertikala huvudsparrar kombinerade med bågformade sparrar. Sparrarna bildar tillsammans en kombinering av hängverks- och bågbro där bågarna oftast anses fungera som den bärande delen, medan de vertikala sparrarna stöttar bågarna. Taket på bron förlänger konstruktionens livslängd eftersom den skyddas från väder. Det har förekommit meningsskiljaktigheter kring huruvida bågarna är de mest bärande delarna i konstruktionen. Oavsett ståndpunkt innebär kombineringen av bärelementen att de övertäckta broarna inte kan kallas bågbroar, vilka bärs upp av enbart bågar.

### Utseende
Röd är den tradtitionella färgen på övertäckta broar i Lancaster county, medan broarnas entréer typiskt är målade vita. En del broar är målade röda även på insidan.
Det finns ett fåtal undantag från färgsättningen, några exempel är att:
- Pool Forge Covered Bridge och Shearer's Covered Bridge har även sina entréer rödmålade. Den senare är därtill rödmålad invändigt vilket gör den till den enda helt rödmålade bron.[6]
- Det enda undantaget från någon rödmålning alls är Keller’s Mill Covered Bridge, som är målad vit.[15][6]
- Medan nästan alla broar har vertikala plankor på sidorna, har tre horisontella.[6]

## Befintliga övertäckta broar i Lancaster County
| Namn och alternativa namn | Bild | Längd (m) | Över vattendrag        | Byggd | Trafik                         |
| --- | ---- | --------- | ---------------------- | ----- | ------------------------------ |
| Baumgardener's Covered Bridge |      | 37        | Pequea creek           | 1860  | Tillåten                       |
| Bitzer's Mill Covered Bridge |      | 27        | Conestoga river        | 1846  | Tillåten                       |
| Bucher's Mill Covered Bridge Butcher's Mill Covered Bridge |      | 20        | Cocalico creek         | 1891  | Tillåten                       |
| Colemanville Covered Bridge |      | 52        | Pequea creek           | 1856  | Tillåten                       |
| Eichelberger's Covered Bridge The Buck Hill Covered Bridge Abram Hess' Mill Bridge                                                                                           |      | 18        | Buck Hill Farm's pond  | 1825  | Ej tillåten, på privat mark    |
| Erb's Covered Bridge |      | 21        | Hammer creek           | 1849  | Tillåten                       |
| Eshelman's Mill Covered Bridge Leaman's Place Covered Bridge Paradise Bridge                                                                                                 |      | 34        | Pequea creek           | 1845  | Tillåten                       |
| Forry's Mill Covered Bridge |      | 31        | Chiques creek          | 1869  | Tillåten                       |
| Hunsecker's Mill Covered Bridge |      | 55        | Conestoga river        | 1843  | Tillåten                       |
| Jackson's Sawmill Covered Bridge |      | 42        | Octoraro creek         | 1878  | Tillåten                       |
| Kauffman's Distillery Covered Bridge Sporting Hill Bridge |      | 29        | Chiques creek          | 1857  | Tillåten                       |
| Keller's Mill Covered Bridge Guy Bard Covered Bridge Rettew's Covered Bridge                                                                                                 |      | 23        | Cocalico creek         | 1873  | Tillåten                       |
| Kurtz's Mill Covered Bridge County Park Covered Bridge Baer's Mill Covered Bridge Isaac Baer's Mill Bridge Keystone Mill Covered Bridge Binder Tongue Carrier Covered Bridge |      | 29        | Mill creek             | 1876  | Tillåten                       |
| Landis Mill Covered Bridge |      | 16        | Little Conestoga creek | 1873  | Tillåten                       |
| Lime Valley Covered Bridge Strasburg Bridge |      | 31        | Pequea creek           | 1871  | Tillåten                       |
| Mercer's Mill Covered Bridge Mercer's Ford Covered Bridge |      | 24        | Octoraro creek         | 1880  | Tillåten                       |
| Neff's Mill Covered Bridge Bowman's Mill Covered Bridge |      | 31        | Pequea creek           | 1824  | Tillåten                       |
| Pine Grove Covered Bridge |      | 59        | Octoraro creek         | 1884  | Tillåten                       |
| Pinetown Covered Bridge Pinetown Bushong's Mill Covered Bridge Nolte's Point Mill Bridge Bushong's Mill Bridge                                                               |      | 41        | Conestoga river        | 1846  | Tillåten                       |
| Pool Forge Covered Bridge |      | 30        | Conestoga river        | 1849  | Tillåten                       |
| Red Run Covered Bridge Oberhaltzer's Covered Bridge |      | 33        | Muddy creek            | 1866  | Ej tillåten, på privat mark    |
| Schenck's Mill Covered Bridge Shenk's Mill Covered Bridge |      | 29        | Big Chiques creek      | 1847  | Tillåten                       |
| Shearer's Mill Covered Bridge Shearer's Covered Bridge |      | 27        | Big Chiques creek      | 1847  | Tillåten endast för fotgängare |
| Siegrist's Mill Covered Bridge |      | 27        | Chiques creek          | 1885  | Tillåten                       |
| Weaver's Mill Covered Bridge Isaac Shearer's Mill Bridge |      | 26        | Conestoga river        | 1878  | Tillåten                       |
| White Rock Forge Covered Bridge White Rock Covered Bridge |      | 31        | Octoraro river         | 1847  | Tillåten                       |
| Willow Hill Covered Bridge |      | 28        | Miller's run           | 1962  | Tillåten endast för fotgängare |
| Zook's Mill Covered Bridge Wenger Covered Bridge Rose Hill Covered Bridge |      | 23        | Cocalico creek         | 1849  | Tillåten                       |

### Tidigare övertäckta broar i countyt i urval
- Daniel Good's Fording Covered Bridge – användes 1962 till att bygga Willow Hill Covered Bridge[17]
- Herr's Mill Covered Bridge – ursprungligen byggd 1844, såldes 2018 för att byggas om som två nya broar.[1]
- Miller's Farm Covered Bridge – användes 1962 till att bygga Willow Hill Covered Bridge[17]
- Pennsylvania Railroad Bridge – tidigare bro för järnväg som gick över Susquehannafloden, på sin tid världens längsta övertäckta bro. Brändes ned under amerikanska inbördeskriget.
- Risser's Mill Covered Bridge – byggd 1872, nedbränd av en pyroman 2002.[18]